# Paralabrax humeralis
Paralabrax humeralis är en fiskart som först beskrevs av Achille Valenciennes 1828.  Paralabrax humeralis ingår i släktet Paralabrax och familjen havsabborrfiskar. IUCN kategoriserar arten globalt som otillräckligt studerad. Inga underarter finns listade i Catalogue of Life.